# Attribútum
Az attribútum a jelenségek, tárgyak lényegi, szükségszerű, elválaszthatatlan tulajdonsága, ellentétben az akcidenciával. Latin eredetű szó (attributum), amelynek jelentése: mellérendel, neki tulajdonít. Más források (Kat.Lex.) az attribuere, (részesíteni, tulajdonítani) szóból eredeztetik.

## A nyelvtanban
A nyelvtanban az attribútum a jelzőnek latin neve. Attributum praedicativum a latin nyelvtanban olyan jelző, mely alak szerint valamely főnévhez, de értelem szerint az igéhez tartozik, s azért határozóval kell lefordítanunk; p. filius salvus rediit, fiam egészségesen tért vissza; Darium regem satutant, Dáriust királynak üdvözlik (salvus és regem az attr. praed).

## A metafizikában
A régi metafizikában különbséget tesznek oly tulajdonságok közt, melyeket attribútumnak neveznek és a többiek közt, melyeket különböző nevekkel (mód, tehetség, képesség, erő stb.) illetnek. Az attribútumok a dolog lényegéhez tartoznak, e lényegnek egész tartalmát teszik; a tudat például a lélek attribútuma; az emlékezet csak tehetség. Spinoza rendszerében az attribútum fogalma igen fontos. Gondolkodás és kiterjedés az ő szubsztanciájának attribútumai.

## A képzőművészetekben
A képzőművészetekben olyan tárgy, mely egy bizonyos személyre vagy allegórikus alakra jellemző, azt könnyen megismerhetővé teszi és e célból melléje adatik. Az attribútumok önmagukban szimbólumok.  Alkalmilag attribútumként használhatók más szimbólumok is, például lehet:
- a kereszt a hit,
- a horgony a remény,
- a farkába harapó kígyó a halhatatlanság,
- a méh a szorgalom szimbóluma stb.[2]

A görög-római mítosz alakjait kivétel nélkül attribútumok kísérik. Az allegóriai alak az attribútum által válik azzá, ami; anélkül nem értjük meg, mit akar jelenteni. Így például ha Zeusz (Jupiter) szobra Niké (Victoria) koszorút tartó alakját fogja kezében, ebben a kompozícióban a koszorú Nikének a győzelmet jelentő attribútuma. Nikével Zeuszhoz adva a győzedelmes főisten attribútumává, ismertető jelvényévé válik.

### Az ikonográfiában
Az ikonográfiában (Kat.Lex.) az attribútum olyan jelképes, ill. jelvényszerű tárgy, esetleg ember- vagy állatalak, amely az ábrázolt személyt vagy allegóriát teszi felismerhetővé. Többnyire az ábrázolt személy kezében, oldalán vagy lábánál jelenik meg, és mindig életének egy fontos eseményére, illetve vértanúságára utal.
A keresztény kultúra a 3-4. sz. óta vesz át és fejleszt tovább alaktípusokat az antik művészetből. Alkalmazásuk a középkorban vált gyakoribbá, a 14-15. század óta általánosan használt egyes személyek és csoportok, főleg a szentek, boldogok fölismertetésére. Két fő csoportjuk az általános és az egyedi attribútumoké.

#### Általános attribútumok
Az általános attribútumok a szentek egy-egy csoportjára utalnak, azaz fölismerhetővé teszik, hogy az ábrázolt szent apostol volt-e vagy vértanú stb. Példák:
- a pálma a vértanúk,
- a könyv az apostolok és evangélisták,
- a korona a kir-ok,
- a fegyver a katonák,
- az orvosság az orvosok

attribútuma.
A középkorban az arcképfestészet kialakulása előtt a világi személyek ábrázolásánál 'rang- és hivatás-attribútumokat alkalmaztak. Példák:
- templom makettje: alapító,
- kard: lovag;
- körző: építőmester.

Számos ábrázoláson a pajzsok és a ruhák is attribútumok.

#### Egyedi attribútumok
Az egyedi attribútum a konkrét személyt teszi fölismerhetővé. Szórványosan már az ókeresztény művészetben megjelentek. Példák:
- kulcsok — Szent Péter,
- kard Szt. Pál
- bárány — Keresztelő Szent János.

Ugyancsak ilyen attribútumok az evangélistákat kísérő szimbolikus állatok:
- angyal vagy ember — Máté,
- oroszlán — Márk,
- ökör — Lukács,
- sas — János.

A 12. századtól egyre gyakoribbá váltak, főleg a francia templomépítészetben. Általánosan a késő középkorban terjedtek el a szentek tiszteletének erősödésével. Egyes szenteket gyakran egyszerre több egyedi attribútummal ábrázolnak. Példák:
- szent Borbála: torony, oltáriszentség;
- Alexandriai Szent Katalin: kard, pálma, kerék.

A vértanúság jele általában a vértanúság eszköze. Példák:
- rostély — szent Lőrinc,
- foghúzó — szent Apollónia,
- kerék Alexandriai Szent Katalin,
- nyíl szent Orsolya képein;

de előfordul a megkínzott testrész is. Példák
- keblek — szent Ágota,
- szemek tálcán — szent Lucia,
- fej — szent Remig.

A szent életének jelentős eseményére utaló attribútumok lehetnek tárgyak vaɡy személyek. Példákː
- Mária a gyermek Jézussal — szent Anna,
- a koldus — Tours-i Szent Márton,
- a cethal — Jónás.

Az attribútum utalhat a szent erényére (például liliom — szűzi tisztaság), ill. patronátusra (orgona: szent Cecília). Gyakran utal annak hivatására:
- üllő — szent Eligius,
- cipészszerszámok — szent Crispinus és szent Crispinianus.

Az attribútumok jelölhetnek erényeket és allegóriákat is:
- kehely és zászló — az egyház,
- mérleg és bekötött szem — az igazságosság;
- több gyermek a Caritas attribútuma lehet.